# ارنست طومسون
ارنست طومسون (بالإنجليزية: Ernest Thompson)‏ (و. 1949 – م) هو ممثل، وكاتب سيناريو من الولايات المتحدة الأمريكية . ولد في بولس فالس .

## التعليم
تعلم في الجامعة الكاثوليكية الأمريكية.

## جوائز وترشيحات
حصل على جوائز منها:
جائزة نقابة الكتاب الأمريكية
جائزة الأوسكار لأفضل كتابة، عن عمل:على البركة الذهبية
ترشح لـ:
 جائزة الأوسكار لأفضل كتابة، عن عمل:على البركة الذهبية

## روابط خارجية
- ارنست طومسون على موقع IMDb (الإنجليزية)
- ارنست طومسون على موقع ألو سيني (الفرنسية)
- ارنست طومسون على موقع أول موفي (الإنجليزية)
- ارنست طومسون على موقع قاعدة بيانات برودواي على الإنترنت (الإنجليزية)
- ارنست طومسون على موقع قاعدة بيانات الأفلام السويدية (السويدية)
- ارنست طومسون على موقع قاعدة بيانات الفيلم (الإنجليزية)
- ارنست طومسون على موقع كينوبويسك (الروسية)